# Сархади
Сархади́ (курд. Serhedî «приграничный»), также известен как се́верный курманджи́ (курд. Kurmancîya bakur) — разновидность курдского языка, распространённая в северной приграничной территории Курдистана, в частности на севере Турецкого Курдистана и северо-западе Иранского Курдистана. Классифицируется как одна из разновидностей диалекта курманджи. 

## Распространение
Сархад, где распространён данный говор, — территория, охватывающая части провинций Ван, Агры, Муш, Эрзурум, Карс, Ыгдыр, Битлис и Ардахан в Турции, а также небольшую часть остана Западный Азербайджан в Иране. В XIX-XX веках проник в страны Закавказья, а также, из-за сталинских депортаций, которым подверглись несколько тысяч курдов Армении, Грузии и Азербайджана в 1937 и 1944 гг., распространился Среднюю Азию. В конце XX века, как результат череды внутрисоветских миграций в период распада СССР, проник в Восточную Европу. 
| Страна                    | Субъект                      | Районы                                                        | Численность носителей (2022 г.) | % от населения провинции |
| ------------------------- | ---------------------------- | ------------------------------------------------------------- | ------------------------------- | ------------------------ |
| Турецкая Республика       | Ван (ил)                     | Ван, Чалдыран, Мурадие, Эрджиш, Озалп                         | ▼ 475 744 чел.                  | ▼ 42.1 %                 |
| Турецкая Республика       | Агры (ил)                    | Агры, Диядин, Базид, Элешкирт, Хамур, Патнос, Ташлычай, Тутак | ▼ 303 323 чел.                  | ▼ 59.4 %                 |
| Исламская Республика Иран | Западный Азербайджан (остан) | Маку, Чалдоран, Хой, Сельмас                                  | ▲ 156 265 чел.                  | ▲ 4.8 %                  |
| Турецкая Республика       | Муш (ил)                     | Малазгирт, Буланык                                            | ▼ 115 778 чел.                  | ▼ 28.4 %                 |
| Турецкая Республика       | Эрзурум (ил)                 | Хыныс, Карачобан, Караязы, Текман, Кёпрюкёй, Хорасан          | ▼ 84 347 чел.                   | ▼ 11.2 %                 |
| Турецкая Республика       | Карс (ил)                    | Дигор, Кагызман, Сарыкамыш, Селим, Карс, Арпачай, Сусуз       | ▼ 73 907 чел.                   | ▼ 26.3 %                 |
| Турецкая Республика       | Ыгдыр (ил)                   | Аралык, Ыгдыр, Тузлуджа                                       | ▼ 66 026 чел.                   | ▼ 32.5 %                 |
| Турецкая Республика       | Битлис (ил)                  | Адилджеваз, Ахлат                                             | ▲ 58 092 чел.                   | ▲ 16.4 %                 |
| Турецкая Республика       | Ардахан (ил)                 | Гёле, Чылдыр, Ардахан                                         | ▼ 16 184 чел.                   | ▼ 17.5 %                 |

## Различия
По диалектному континууму к сархади самым близким будет говор города Амед (Диярбакыр). Сархади имеет некоторые интересные особенности в произношении и в лексике. Одной из них является звук -v-, стоящий между двумя гласными. В других курдских говорах этот звук становится -b-. Например: dibêjim (говорю), dibînim (вижу) и т. д., на сархадском говоре соответствующие слова будут как divêjim и divînim. Дифтонг «xw» в сархади часто практически отпадает (например в таких словах, как: xu, xuş).
| Перевод на русском:            | Они все знали, что это все пройдёт       | Люди видят красивое небо над своими головами        |
| ------------------------------ | ---------------------------------------- | --------------------------------------------------- |
| Текст на сархади               | Evna giyan zanibû ev e derbas bive       | Meriv ser sere xu (xwe) esmaneke xuş (xweş) divînin |
| Текст на стандартном курманджи | Wan hemûyan dizanibû ku ev ê derbas bibe | Mirov li ser serê xwe ezmanekî xweş dibînin         |

| Сархади      | Стандартный курманджи |
| ------------ | --------------------- |
| qisekirin    | axaftin, peyivîn      |
| xêjtir       | xeynî                 |
| fenanî       | wek                   |
| gi           | hemû                  |
| sanim, zanim | nizanim, zanim        |
| rind         | baş                   |
| çek          | cil                   |
| cil          | kîlîm                 |
| çerr         | çawa                  |
| sol          | pêlav                 |

## Тюркское влияние
Среди северных курдских говоров сархади следует западным диалектам, на которых говорят в западной части Северного Курдистана, и в основном находится под влиянием турецкого языка. Тюркское влияние на него можно разделить на две категории:
- Влияние османского и азербайджанского языков. Некоторые слова из этих языков вошли в сархадский говор и их можно прямо назвать «укоренившимися», потому что они закрепились в курдском словаре и вошли в устную литературу, речь и курдские песни и рассказы. Например: gozel (<от тур. güzel), orte (тур. orta), sax (тур. sağ), anor (от тур. onur <от латинского «честь»), sobe (по-турецки: soba <от средненемецкого «stuba») и так далее;
- Влияние других языков через турецкий. В последние годы, помимо технических слов, которые этимологически не являются турецкими сами по себе, но вошли в курдский через него (например, телевидение на турецком языке было взято из французского), многие глаголы и прилагательные из турецкого вошли в словарь этого говора. Причина такого явления в обилии некоторых слов в сархади. Например, слово rind имеет десятки значений на сархадском говоре. Также, некоторые слова были изменены с помощью выдержек из турецкого. Некоторые значения слов, например «girtîn», были изменены на производные от турецкого kapat-, kapatkirin kapatmîşkirin. Все слова из турецкого на сархади заканчиваются специальным суффиксом -mîş;